# Батишта, Лусилиу
Лусилиу Кардосу Кортес Батишта (порт. Lucílio Cardoso Cortez Batista; род. 26 апреля 1965, Лиссабон) — португальский футбольный арбитр, кассир банка по профессии.

## Карьера
Начал судейство в португальском высшем дивизионе в середине 1990-х годов. На международном уровне судил два матча на домашнем чемпионате Европы 2004 года, а также два матча на Кубке Конфедераций 2003 года во Франции.
Батишта также судил матчи в Лиге чемпионов (16 матчей) и Кубке УЕФА (10 матчей), кроме того был приглашен арбитром на финал Кубка Украины 2006 года. Закончил карьеру в конце сезона 2009/10.